# مقاطعات بلجيكا
تنقسم بلجيكا إلى ثلاث أقاليم، وبدورهما ينقسم اثنان من هذه الأقاليم وهما الإقليم الفلامندي والإقليم الوالوني إلى خمسة محافظات في كل منهما. أما الإقليم الثالث وهو إقليم بروكسل العاصمة فلا يتبع لأي محافظة ولا ينقسم إلى محافظات، وكان في الأصل جزءا صغير من محافظة نفسها.
تطورت العديد من المحافظات من دوقيات ومقاطعات كانت تحمل نفس الاسم والمكان في وقت سابق، رغم أنه كان في كثير من الأحيان تغيرات كبيرة في الحدود، في وقت تأسيس بلجيكا في عام 1830 كانت هناك تسع محافظات فقط، بما في ذلك مقاطعة برابانت التي كانت تحوي مدينة بروكسل، في عام 1995 تم تقسيم برابانت إلى ثلاث مناطق: برابانت فلاماند والتي أصبحت جزءا من الإقليم الفلامندي، برابانت والون التي أصبحت جزءا من الإقليم الوالوني، ومنطقة بروكسل العاصمة، التي أصبحت منطقة ثالثة. تعكس هذه الانقسامات التوترات السياسية بين والونيا الناطقة بالفرنسية والإقليم الفلامندي الناطق بالهولندية، أما في إقليم العاصمة بروكسل فهو رسميا ثنائي اللغة.
التقسيم إلى أقاليم تمت معالجته بموجب المادة 5 من الدستور البلجيكي. وتنقسم المحافظات إلى 589 بلدية، وتنقسم أكثر إلى دوائر إدارية.

## قائمة المقاطعات
| الموقع | العلم | شعـار النبالة | الإسـم          | العاصمـة | عـدد السكـان (جانفي 2015) | المساحة (كم2) | الحـاكم         | الرمـز البريدي      | عـدد البلديـات |
| ------ | ----- | ------------- | --------------- | -------- | ------------------------- | ------------- | --------------- | ------------------- | -------------- |
|        |       |               | أنتفيرب         | أنتويرب  | 1,813,282                 | 2867          | كاثي بيركس      | 2000-2999           | 70             |
|        |       |               | ليمبورغ         | هاسيلت   | 860,204                   | 2422          | هيرمان رايندرز  | 3500-3999           | 44             |
|        |       |               | فلاندر الشرقية  | غنت      | 1,477,346                 | 2982          | جون بريرز       | 9000-9999           | 65             |
|        |       |               | برابانت فلاماند | لوفان    | 1,114,299                 | 2106          | لودويك دي ويت   | 1500-1999 3000-3499 | 65             |
|        |       |               | فلاندرز الغربية | بروج     | 1,178,996                 | 3144          | كارل ديكالوي    | 8000-8999           | 64             |
|        |       |               | برابانت والون   | ويفر     | 393,700                   | 1091          | ماري-جوزي لالوي | 1300-1499           | 27             |
|        |       |               | هينو            | مونس     | 1,335,360                 | 3786          | كلود دوريو      | 7000-7999 6000-6999 | 69             |
|        |       |               | لياج            | لياج     | 1,094,791                 | 3862          | ميشال فوريه     | 4000-4999           | 84             |
|        |       |               | لوكسمبورغ       | آرلون    | 278,748                   | 4440          | برنار كابراس    | 6000-6999           | 44             |
|        |       |               | نامور           | نامور    | 487,145                   | 3666          | دنيس مثان       | 5000-5999           | 38             |